# アルバート・ブルックス
アルバート・ブルックス（Albert Brooks、1947年7月22日 - ）は、アメリカの俳優。カリフォルニア州ロサンゼルス生まれ。父はラジオのコメディアン。兄のボブ・アインスタインも俳優。本名はアルバート・アインシュタイン（Albert Einstein）で、相対性理論の物理学者アインシュタインと同姓同名。脚本や監督もこなす。

## 来歴
1947年にコメディアンのハリー・アインスタインと歌手のテルマ・リーズとの間にカリフォルニア州ロサンゼルスに生まれる。オーストリアとロシアの家系である。兄弟も俳優をしている芸能一家でもある。そのため、幼い頃より芸能界とは深い関係があった。高校時代は、ビバリーヒルズにあるビバリーヒルズ高校へ在籍。当時の同級として、ロブ・ライナーやリチャード・ドレイファスがいた。
高校卒業後は名門のカーネギーメロン大学へ進学するも、1年で中退してコメディアンを目指す。その頃に本名である“アインシュタイン”という苗字を変え（物理学者のアインシュタインと同姓同名だったため）、1960年代後半からトークショーやバラエティ番組などに出演して実力をつけていった。新鮮な芸風が人気を得て、人気司会者のジョニー・カーソンの番組などへも出演して徐々にその知名度も上がり、新世代のコメディアンとして一躍有名になる。1973年には自身のコメディ・アルバムも発売して好評を得た。1975年からは人気番組サタデー・ナイト・ライブへも参加して脚本と演出を担当。ほどなくして、マーティン・スコセッシ監督の出世作『タクシードライバー』で映画デビュー。その後も演出や脚本、俳優としてキャリアを重ねていき、1987年には『ブロードキャスト・ニュース』でアカデミー助演男優賞にノミネートされる。同時に自身も監督に携わるようになり、1980年代から1990年代にはコンスタントに監督作、出演作を増やした。アニメシリーズ『ザ・シンプソンズ』では、数多くゲスト出演を果たしている。また、2003年に出演したピクサー製作のアニメ『ファインディング・ニモ』でのニモの父親役の声の出演としても知られている。
2011年に出演したライアン・ゴズリング、キャリー・マリガン出演の『ドライヴ』では悪役を演じる。その演技力から各方面でブルックスのアカデミー賞ノミネートが期待されたが、ノミネートは逃している。そのことに対し、俳優のラッセル・クロウはゴズリングとブルックスがノミネートされなかったことに対して不満を漏らしている。アカデミー賞にはノミネートされなかったが、全米映画批評家協会賞やニューヨーク映画批評家協会賞などで助演男優賞を受賞したのをはじめ、ゴールデングローブ賞助演男優賞にノミネートされるなど、様々な映画賞で高い評価を得ている。
2023年にはロブ・ライナー監督によるドキュメンタリー映画『アルバート・ブルックス / ディフェンディング・マイ・ライフ』で主演した（日本ではU-NEXTにて配信されている）。

## 主な出演作品
| 公開年 | 邦題 原題                                                                                 | 役名                       | 備考                 |
| ------ | ----------------------------------------------------------------------------------------- | -------------------------- | -------------------- |
| 1976   | タクシードライバー Taxi Driver                                                            | トム                       |                      |
| 1980   | プライベート・ベンジャミン Private Benjamin                                               | イェール・グッドマン       |                      |
| 1981   | モダン・ロマンス Modern Romance                                                           | ロバート・コール           |                      |
| 1983   | トワイライトゾーン/超次元の体験 Twilight Zone: The Movie                                  | 運転手                     | プロローグ出演       |
| 1983   | 愛と追憶の日々 Terms of Endearment                                                        | オーロラの夫の声           | 声の出演             |
| 1984   | 殺したいほど愛されて Unfaithfully Yours                                                   | ノーマン・ロビンス         |                      |
| 1985   | ゴー!★ゴー!アメリカ/我ら放浪族 Lost in America                                            | デヴィッド・ハワード       | 兼脚本・監督         |
| 1987   | ブロードキャスト・ニュース Broadcast News                                                 | アーロン・アルトマン       |                      |
| 1991   | あなたの死後にご用心! Defending Your Life                                                 | ダニエル・ミラー           | 兼脚本・監督         |
| 1994   | ハリウッド・トラブル I'll Do Anything                                                     | バーク・アドラー           |                      |
| 1994   | スカウト/涙の81球 The Scout                                                               | アル・パーコロ             | 主演・脚本           |
| 1996   | ミスター・コンプレックス/結婚恐怖症の男 Mother                                            | ジョン・ヘンダーソン       | 兼脚本・監督         |
| 1998   | ドクター・ドリトル Doctor Dolittle                                                        | ジェイコブ（トラ）         | 声の出演             |
| 1998   | アウト・オブ・サイト Out of Sight                                                         | リチャード・リプリー       |                      |
| 1999   | ハリウッド・ミューズ The Muse                                                             | スティーヴン・フィリップス | 兼脚本・監督         |
| 2001   | マイ・ファースト・ミスター My First Mister                                                | ランドール                 |                      |
| 2003   | セイブ・ザ・ワールド The In-Laws                                                          | ジェリー・ペイザー         |                      |
| 2003   | ファインディング・ニモ Finding Nemo                                                       | マーリン                   | アニメ映画、声の出演 |
| 2007   | ザ・シンプソンズ MOVIE The Simpsons Movie                                                 | ラス・カーギル             | アニメ映画、声の出演 |
| 2011   | ドライヴ Drive                                                                            | バーニー・ローズ           |                      |
| 2012   | 40歳からの家族ケーカク This Is 40                                                         | ラリー                     |                      |
| 2014   | アメリカン・ドリーマー 理想の代償 A Most Violent Year                                     | アンドリュー・ウォルシュ   |                      |
| 2015   | リトルプリンス 星の王子さまと私 Le Petit Prince                                           | ビジネスマン               | アニメ映画、声の出演 |
| 2015   | コンカッション Concussion                                                                 | シリル・ウェクト           |                      |
| 2016   | ファインディング・ドリー Finding Dory                                                     | マーリン                   | アニメ映画、声の出演 |
| 2016   | ペット The Secret Life of Pets                                                            | ティバリウス               | アニメ映画、声の出演 |
| 2023   | アルバート・ブルックス／ディフェンディング・マイ・ライフ Albert Brooks: Defending My Life | 本人役                     |                      |

### テレビシリーズ
| 放映年    | 邦題 原題                                                          | 役名                       | 備考                        |
| --------- | ------------------------------------------------------------------ | -------------------------- | --------------------------- |
| 1969      | ドクター・ウェルビー Marcus Welby, M.D.                            | 生徒                       | 1エピソード                 |
| 1970      | おかしな二人 The Odd Couple                                        | ルディ                     | 2エピソード                 |
| 1971      | 恋愛専科 Love, American Style                                      | クリストファー・リーコック | 2エピソード                 |
| 1975      | サタデー・ナイト・ライブ Saturday Night Live                       | 複数役                     | ゲスト出演                  |
| 1990-2015 | ザ・シンプソンズ The Simpsons                                      | 複数役                     | 7エピソード、声のゲスト出演 |
| 2008      | Weeds ママの秘密 Weeds                                             | レニー・ボトウィン         | 4エピソード                 |
| 2021      | ラリーのミッドライフ★クライシス（シーズン11） CURB YOUR ENTHUSIASM | 本人役                     | 1エピソード                 |

## 逸話
『恋人たちの予感』でビリー・クリスタルが演じた役をオファーされたこともあった。「西海岸のウディ・アレン」と異名をとるブルックスは脚本を読んで、この映画があまりにもアレン映画的であると判断したためにオファーを断った、ということがIMDBのトリビアに書かれている。